# Jardín zoológico de Košice
El Jardín zoológico de Košice (en eslovaco: Košická zoologická záhrada) es un zoológico en Košice, Eslovaquia en la división administrativa local de Kavečany. Abarcando 292 hectáreas (720 acres), es el zoológico más grande de Eslovaquia y el tercero más grande en Europa, aunque a los visitantes se les permite acceder sólo a aproximadamente un tercio de esta área. El zoológico acoge a unos 200.000 visitantes cada año.
La construcción del parque zoológico comenzó en 1979, y el parque zoológico abrió con 7 hectáreas (17 acres) al público en 1985 con sólo 23 especies. Un zoológico fue abierto para los niños en el año 2000.